# Amtsgericht Labischin
Das Amtsgericht Labischin war ein preußisches Amtsgericht mit Sitz in Labischin (Provinz Posen).

## Geschichte
Das königlich preußische Amtsgericht Labischin wurde mit Wirkung zum 1. Oktober 1879 als eines von sieben Amtsgerichten im Bezirk des Landgerichtes Bromberg im Bezirk des Oberlandesgerichtes Posen gebildet. Der Sitz des Gerichtes war Labischin. Sein Gerichtsbezirk umfasste aus dem Kreis Schubin die Stadtbezirke Bartschin, Gonsawa und Labischin und den Polizeidistrikt Labischin sowie Teile des Polizeidistrikts Znin. Am Gericht bestanden 1880 zwei Richterstellen. Das Amtsgericht war damit ein kleines Amtsgericht im Landgerichtsbezirk. Gerichtstage wurden in Gonsawa gehalten. Der Amtsgerichtsbezirk kam aufgrund des Versailler Vertrages 1919 zu Polen, und das Amtsgericht stellte seine Arbeit ein. Im Jahre 1939 wurde Polen deutsch besetzt. Im Rahmen der Neuorganisation der Gerichte in Ostdeutschland und im ehemaligen Polen wurden das Amtsgericht Labischin neu gebildet, nun aber dem Landgericht Hohensalza zugeordnet.
Im Jahre 1945 wurde der Amtsgerichtsbezirk unter polnische Verwaltung gestellt, und die deutschen Einwohner wurden vertrieben. Damit endete auch die Geschichte des Amtsgerichtes Labischin.